# Шанмугатхасан, Нагалингам
Нагалингам Шанмугатхасан (там. நாகலிங்கம் சண்முகதாசன், 1920 — 8 февраля 1993 г.) — профсоюзный и маоистский революционный лидер в Шри-Ланке, основатель Компартии Шри-Ланки (маоистской).

## Жизнь
Шанмугатхасан происходил из семьи среднего достатка, проживавшей в городе Манипай в округе Джафна. В 1938 году он начал изучать историю в Цейлонском университетском колледже, где познакомился также с коммунистическими идеями и встретил сторонников Компартии Великобритании, вернувшихся после обучения в Кембридже. В 1939 году его с двумя другими студентами временно исключили из университета за распространение антиимпериалистических листовок в связи с началом Второй мировой войны. В результате Шанмугатхасан получил известность среди студентов и в 1940 году они избрали его генеральным секретарём Университетского союзного общества (University Union Society). В следующем году его избрали президентом этого общества. В это время он организовывал среди студентов группу коммунистов, противостоявшую и британскому империализму и доминировавшим в левом движении острова троцкистам из Ланкийской социалистической партии.
Окончив университет в 1943 г., Шанмугатхасан занялся профсоюзным движением и стал полновременным работником Коммунистической партии Шри-Ланки. Он возглавил Цейлонскую профсоюзную федерацию и руководил несколькими забастовками, в том числе всеобщей забастовкой в 1947 году, Харталом (всеобщей забастовкой) в 1953 году и забастовкой на транспорте 1955 году.
После советско-китайского раскола в коммунистическом движении его исключили из Компартии Шри-Ланки в 1963 году за поддержку взглядов Мао Цзэдуна. В 1964 году он стал генеральным секретарём параллельной Компартии Шри-Ланки, известной тогда как «пекинское крыло», а много позже, в 1991 году, переименованной в Компартию Шри-Ланки (маоистскую). Он представлял свою партию на всеобщих выборах в 1965 году, но не очень удачно, получив только 0,5 % голосов. На девятом съезде в 1969 году партия поддержала марксизм-ленинизм-маоцзэдунъидеи и Великую пролетарскую культурную революцию. В период Культурной революции Шанмугатхасан дважды посещал Китай и выступал там перед тысячными митингами хунвэйбинов.
После образования Компартии Индии (марксистско-ленинской) Шанмугатхасан играл роль связующего звена её с Китаем
В 1971 году, после восстания Народно-освободительного фронта, Шанмугатхасан на год был заключён в тюрьму, потому что, хотя жёстко критиковал авантюризм НОФ и вообще считал его «советской ревизионистской креатурой», принципиально одобрял вооружённую борьбу за политические перемены, а основатель НОФ, Рохана Виджевера, успел побывать лидером молодёжной организации его партии. В заключении Шанмугатхасан написал книгу «Марксистский взгляд на историю Цейлона».
В 1973 году партия Шанмугатхасана, по оценке Госдепартамента США, насчитывала 500—800 кадровых членов и была «способна контролировать Цейлонскую профсоюзную федерацию (Ceylon Trade Union Federation) и Цейлонский союз работников плантаций (Ceylon Plantation Workers’ Union), охватывающие в общей сложности около 110 тыс.».
В 1976 году, после смерти Мао Цзэдуна и поражения «группы четырёх», Шанмугатхасан отстаивал маоизм на международном уровне. Он сыграл важную роль в основании Революционного интернационалистического движения, которое объявил «исторической вехой международного коммунистического движения». В 1991 году он собрал конференцию партии для выдвижения нового руководства и обеспечения её долговечности. Последний раз на публике он появился на первой пресс-конференции Международного чрезвычайного комитета защиты жизни д-ра Абимаэля Гусмана в Лондоне.
Шанмугатхасан был одним из немногих политиков национального уровня шри-ланкийско-тамильского происхождения. Он умер от естественных причин 8 февраля 1993 года в Англии, куда уехал на лечение в конце жизни.

## Работы
Это неполный список книг и статей, написанных Шанмугатхасаном:
- A Marxist Looks at the History of Ceylon, 1974, Colombo: Sarasavi Printers
- The Bright Red Banner of Mao Tse-tung Thought, 1969, Colombo: Communist Party Publications, written to commemorate the twentieth anniversary of the founding of the People's Republic of China (excerpt from Chapter IV Архивная копия от 23 сентября 2015 на Wayback Machine)
- "Castro Joins Anti-China Chorus," Peking Review, Vol. 9, No. 9, 25 February 1966
- Enver Hoxha Refuted, originally published in A World to Win magazine
- How Can the Working Class Achieve Power? A Selection of Articles of Interest to the Working Class Movement, 1963, Colombo: Worker Publications
- The Lessons of the October Revolution, 1964, Colombo: Workers' Pub. House
- "N. Sanmugathasan on Indonesian Revolution," Peking Review, Vol. 9, #37, 9 September 1966
- "Nurtured by Mao Tse-tung’s Thought, China Grows Young," Peking Review, Vol. 9, #46, 11 November 1966
- Political Memoirs of an Unrepentant Communist, 1989, Colombo (excerpts online)
- "Sri Lanka's Week of Shame: an eyewitness account," Race & Class, A Journal for Black & Third World Liberation, Volume XXVI, Summer 1984, No. 1: Sri Lanka: Racism and the Authoritarian State
- Some Notes on Mao's Philosophy, 1986
- "Tremendous International Significance of Mao Tse-tung’s Thought Архивная копия от 11 февраля 2021 на Wayback Machine," Peking Review, Vol. 11, No. 43, 25 October 1968, pp. 22–23

## Сноски
1. ↑  Sanmugathasan, the Unrepentant Left and the Ethnic Crisis in Sri Lanka (недоступная ссылка) by Ravi Vaitheespara
2. ↑  Shanmugathasan, N. The Political Memoirs of an Unrepentant Communist, 1989
3. ↑  On the Demise of Comrade Nagalingam Sanmugathasan – Comrade Shan: An Unrepentant Communist Архивная копия от 25 января 2021 на Wayback Machine by the Central Organizing Committee, Ceylon Communist Party (Maoist), 1993
4. ↑  China's Dilemma in Ceylon Архивировано 23 сентября 2009 года., Radio Free Europe, 20 April 1971
5. 1 2 3  Radio Free Europe
6. 1 2 3  Central Organizing Committee, Ceylon Communist Party (Maoist), 1993
7. ↑  Singh, Prakash. The Naxalite Movement in India. New Delhi: Rupa & Co., 1999. p. 24.
8. 1 2 3  On the Death of Comrade Sanmugathasan – Statement by the Committee of the Revolutionary Internationalist Movement, 15 February 1993

## Внешние ссылки
- О. Торбасов, «Конспективные заметки о „Происхождении сингало-тамильского конфликта“ Н. Санмугатхасана»
- Национальный вопрос и маоизм на Ланке Архивная копия от 4 марта 2016 на Wayback Machine
- Нагалингам Шанмугатхасан. Пер. фрагментов с англ.— О. Торбасов. Марксистский взгляд на историю Цейлона Архивная копия от 6 апреля 2015 на Wayback Machine
- Excerpts from Reminiscences on Comrade Sanmugathasan Архивная копия от 3 марта 2016 на Wayback Machine by M.N. Ravunni, Kerala Communist Party
- On the Death of Comrade Sanmugathasan, statement by the Committee of the Revolutionary Internationalist Movement, 15 February 1993
- On the Demise of Comrade Nagalingam Sanmugathasan – Comrade Shan: An Unrepentant Communist Архивная копия от 25 января 2021 на Wayback Machine by the Central Organizing Committee, Ceylon Communist Party (Maoist)
- Sanmugathasan, the Unrepentant Left and the Ethnic Crisis in Sri Lanka (недоступная ссылка) by Ravi Vaitheespara